# NGC 4910
NGC 4910 est une galaxie spirale située dans la constellation de la Vierge. Sa vitesse par rapport au fond diffus cosmologique est de 1 426 ± 23 km/s, ce qui correspond à une distance de Hubble de 21,0 ± 1,5 Mpc (∼68,5 millions d'al). NGC 4910 a été découverte par l'astronome germano-britannique William Herschel en 1784. Cette galaxie a aussi été observée par Herschel deux ans plus tard, le 24 février 1786, et il ne s'est pas rendu compte qu'il l'avait déjà observée. Cette observation a été inscrite au catalogue NGC sous la cote NGC 4845. Toutes les sources consultées indiquent que NGC 4910 et NGC 4845 constituent un doublon, sauf Wolfgang Steinicke qui soutient que NGC 4910 est un objet inexistant ou perdu.

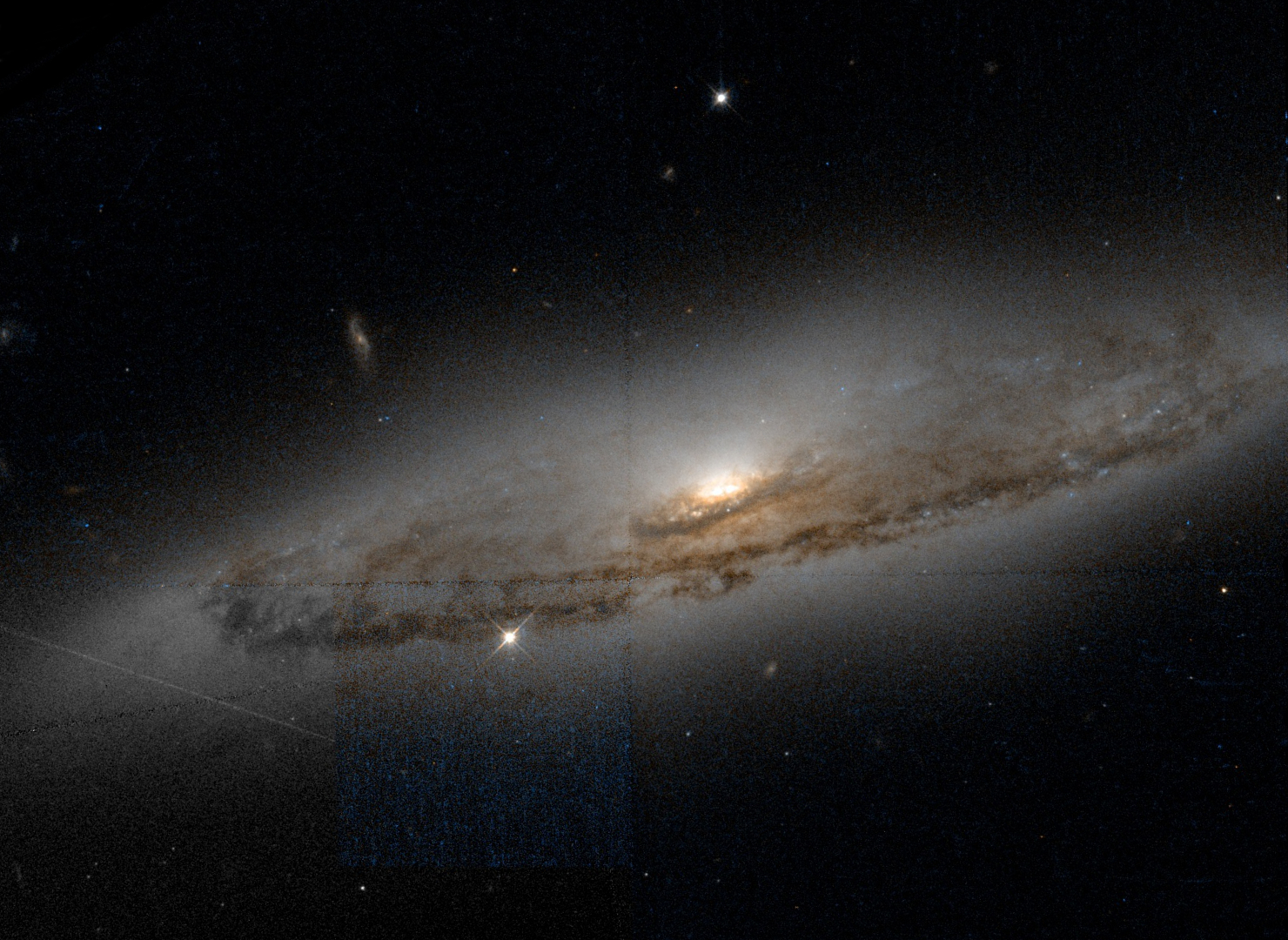
NGC 4910 par le télescope spatial Hubble.

La classe de luminosité de NGC 4910 est I-II et elle présente une large raie HI. Elle renferme également des régions d'hydrogène ionisé. De plus, c'est une galaxie LINER, c'est-à-dire une galaxie dont le noyau présente un spectre d'émission caractérisé par de larges raies d'atomes faiblement ionisés. C'est aussi une galaxie active de type Seyfert 2. La luminosité de la galaxie NGC 4910  dans l'infrarouge lointain (de 40 à 400 µm)  est égale à 6,92 × 109 {\displaystyle L_{\odot }} (109,79{\displaystyle L_{\odot }}) et sa luminosité totale dans l'infrarouge (de 8 à 1 000 µm) est de 6,92 × 109 {\displaystyle L_{\odot }} (109,84{\displaystyle L_{\odot }}).

## Distance de NGC 4910
À ce jour, une douzaines de mesures non basées sur le décalage vers le rouge (redshift) donnent une distance de 21,850 ± 4,622 Mpc (∼71,3 millions d'al), ce qui est à l'intérieur des valeurs de la distance de Hubble. 
Cependant, cette galaxie est relativement rapprochée du Groupe local. On obtient souvent des distances assez différentes pour les galaxies rapprochées en se basant sur le décalage en raison du mouvement propre de ces galaxies dans le groupe où l'amas où elles sont situées. Cette valeur est peut-être plus près de la distance réelle de cette galaxie. Notons que c'est avec la valeur moyenne des mesures indépendantes, lorsqu'elles existent, que la base de données NASA/IPAC calcule le diamètre d'une galaxie.

## Trou noir supermassif
Des astrophysiciens de l'université de Genève ont observé dans cette galaxie un trou noir avalé une super-Jupiter en utilisant le satellite européen INTEGRAL. Le trou noir supermassif au centre de NGC 4910 est des centaines de milliers de fois plus massifs que le Soleil et il se pourrait que l'objet qu'il a dévoré soit une naine brune.

## Groupe de NGC 4753, de M60 et l'amas de la Vierge
Selon un article publié en 1993 par A. M. Garcia, NGC 4910 (NGC 4845 dans l'article) est membre du groupe de NGC 4753. Ce groupe de galaxies comprend au moins 15 galaxies. Les autres galaxies du groupe sont NGC 4643, NGC 4713, NGC 4753, NGC 4771, NGC 4808, NGC 4900, NGC 4904, UGC 7824, UGC 7982, UGC 8041, UGC 8048, UGC 8074, UGC 8105 et UGC 8127.
D'autre part, sept galaxies du groupe de NGC 4753 (NGC 4643, NGC 4713, NGC 4771, NGC 4808 et NGC 4845 et NGC 4900) apparaissent aussi dans une liste de 227 galaxies d'un article publié par Abraham Mahtessian en 1998. La liste de Mahtessian comporte plus de 200 galaxies du New General Catalogue et une quinzaine de galaxies de l'Index Catalogue. On retrouve dans cette liste 11 galaxies du Catalogue de Messier, soit M49, M58, M60, M61, M84, M85, M87, M88, M91, M99 et M100.
Toutes les galaxies de la liste de Mahtessian ne constituent pas réellement un groupe de galaxies. Ce sont plutôt plusieurs groupes de galaxies qui font tous partie d'un amas galactique, l'amas de la Vierge. Pour éviter la confusion avec l'amas de la Vierge, on peut donner le nom de groupe de M60 à cet ensemble de galaxies, car c'est l'une des plus brillantes de la liste. L'amas de la Vierge est en effet beaucoup plus vaste et compterait environ 1300 galaxies, et possiblement plus de 2000, situées au cœur du superamas de la Vierge, dont fait partie le Groupe local,.
De nombreuses galaxies de la liste de Mahtessian se retrouvent dans onze groupes décrits dans un article d'A.M. Garcia, soit le groupe de NGC 4123 (7 galaxies), le groupe de NGC 4261 (13 galaxies), le groupe de NGC 4235 (29 galaxies), le groupe de M88 (13 galaxies, M88 = NGC 4501), le groupe de NGC 4461 (9 galaxies), le groupe de M61 (32 galaxies, M61 = NGC 4303), le groupe de NGC 4442 (13 galaxies), le groupe de M87 (96 galaxies, M87 = NGC 4486), le groupe de M49 (127 galaxies, M49 = NGC 4472), le groupe de NGC 4535 (14 galaxies) et le groupe de NGC 4753 (15 galaxies). Ces onze groupes font partie de l'amas de la Vierge et ils renferment 396 galaxies. Certaines galaxies de la liste de Mahtessian ne figurent cependant dans aucun des groupes de Garcia et vice versa.